# Szarkapacsirta
A szarkapacsirta (Grallina cyanoleuca) a madarak osztályának verébalakúak (Passeriformes) rendjébe és császárlégykapó-félék (Monarchidae) családjába tartozó faj.

## Rendszerezése
A fajt John Latham angol ornitológus írta le 1802-ben, a Corvus nembe Corvus cyanoleucus néven.

## Alfajai
- Grallina cyanoleuca cyanoleuca (Latham, 1802) - Ausztrália nyugati, középső, keleti és déli része
- Grallina cyanoleuca neglecta (Mathews, 1912) - Ausztrália északi része [2]

## Előfordulása
Ausztrália, Indonézia, Pápua Új-Guinea és Kelet-Timor területén honos. Betelepítették 1924-ben a Lord Howe-szigetre is, ahol mára általánosan elterjedt fajjá vált.
Természetes élőhelyei a szubtrópusi vagy trópusi lombhullató erdők, füves puszták és szavannák, tavak, folyók és patakok környékén, valamint szántóföldek és városias környezet. Vonuló faj.

## Megjelenése
Testhossza 30 centiméter, testtömege 60–115 gramm.  Tollazata fekete–fehér színű. A nemek hasonlóak, csak a tojó torka fehér, míg a hímé fekete.
|  |  |

## Életmódja
Főleg gerinctelenekkel, köztük rovarokkal, pókokkal, férgekkel és rákfélékkel táplálkozik, de kisebb békákat és néha magokat is fogyaszt.

## Szaporodása
Párban élnek. Szaporodási ideje augusztustól februárig tart. A fészket ágra építi növényi anyagokból és sárból, általában víz közelébe. Fészekalja 3–5 tojásból áll, melyen mindkét szülő kotlik.
|  |

## Természetvédelmi helyzete
Az elterjedési területe rendkívül nagy, egyedszáma pedig növekszik. A Természetvédelmi Világszövetség Vörös listáján nem fenyegetett fajként szerepel.